# Procris insularis
Procris insularis är en nässelväxtart som beskrevs av H. Schröter. Procris insularis ingår i släktet Procris och familjen nässelväxter. Inga underarter finns listade i Catalogue of Life.